# Mark Roberts (skådespelare)
Mark Roberts, född 9 juni 1921 i Denver, Colorado, död 5 januari 2006 i Los Angeles, Kalifornien, var en amerikansk skådespelare. Roberts medverkade i över 100 filmer mellan 1938 och 1994.
Roberts medverkade bland annat i Frank Capras Livet är underbart (1946), där han och Carl "Alfalfa" Switzer spelar Mickey och Freddie, de två gossar som låser upp det mobila gymnastiksalsgolvet på skoldansen och därmed blottar poolen inunder, så George Bailey (James Stewart) och Mary Hatch (Donna Reed) ramlar i.

## Filmografi i urval
- 1944 – One Mysterious Night
- 1945 – The Crime Doctor's Courage
- 1945 – Ten Cents a Dance
- 1945 – Life with Blondie
- 1946 – A Close Call for Boston Blackie
- 1946 – The Notorious Lone Wolf
- 1946 – Robin Hoods son
- 1946 – Gilda
- 1946 – Livet är underbart
- 1947 – Prairie Raiders
- 1948 – Åh, vilken brud!
- 1950 – The Blonde Bandit
- 1953 – Ponnyexpressen
- 1957 – The Buster Keaton Story
- 1957 – Krutrök (TV-serie)
- 1957–1965 – Perry Mason (TV-serie)
- 1958 – Onionhead
- 1959 – Sista tåget från Gun Hill
- 1963 – General Hospital (TV-serie)
- 1967 – The Money Jungle
- 1969 – Razzia hos Mr. C
- 1975 – Uppbådet
- 1975 – En gång är inte nog
- 1987 – Dynastin (TV-serie)